# Fulberto di Cambrai
Fulberto, in latino Fulbertus (... – 1º luglio 956), è stato un vescovo cattolico franco, vescovo di Cambrai e di Arras dal 934 alla morte.

## Biografia
Fulberto proveniva da Viluwa, probabilmente Sint-Stevens-Woluwe nel Brabante. Fu probabilmente consacrato vescovo di Cambrai e Arras dall'arcivescovo Artoldo di Reims, anche se il suo predecessore sarebbe morto all'inizio dell'anno successivo. Fulberto si trovò coinvolto in diverse dispute con il conte Isacco di Cambrai per i diritti di governo della città.
Negli anni quaranta del X secolo si avvicinò al re dei Franchi Orientali Ottone I, al cui regno Cambrai era appartenuta per un breve periodo. Dopo la morte del conte Isacco nel 948, Fulberto ottenne dal sovrano il diritto di governare la città e diede il monastero locale di St-Géry al vescovado di Cambrai. Ci fu poi una disputa decennale sulle reliquie dei santi Autberto e Gaugerico all'abbazia di San Maurizio di Magdeburgo, che furono richieste in cambio.
Fulberto fu uno dei pochi vescovi a schierarsi con Artoldo nella disputa sulla sede arcivescovile di Reims e fu l'unico vescovo dell'arcidiocesi in carica che fu presente al sinodo di Ingelheim del giugno 948 e sostenne la causa di Artoldo e Ottone I.
Fulberto mantenne buoni contatti con i conti di Fiandra, nei cui domini si trovava una parte delle sue diocesi. Morì il 1º luglio 956.